# ATV (Türkei)

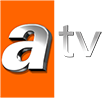
Senderlogo

ATV (Aktüel Televizyonu) ist ein türkischer Fernsehsender.
Er gehört der Turkuvaz Media Group und ist einer der meistgesehenen Fernsehsender in der Türkei.

## Geschichte
atv wurde 1993 von Dinç Bilgin gegründet. Seit 2007 gehört atv der Turkuvaz Medya Group, einem Unternehmen der Çalık Holding.
In ganz Europa kann man den europäischen Ableger von atv atv Avrupa über Satellit oder Kabelanschluss empfangen. Das Programm ist nahezu identisch mit dem von atv. Am 24. April 2011 ging der HD-Ableger in Betrieb. Erkennbar war er am Zusatz „HD“ im Cornerlogo, welches im Februar 2020 entfernt wurde. Seit dem 4. September 2013 sendet atv im 16:9-Bildformat.

## Programm
Besonders erfolgreiche Serien des Senders sind oder waren Hayat Devam Ediyor, Uçurum, Karadayi, Alemin Kıralı, Son, Çocuklar Duymasın und Kurtlar Vadisi – Pusu („Tal der Wölfe – Hinterhalt“). Besonders erfolgreich ist die türkische Adaption von Who Wants to Be a Millionaire? „Kim Milyoner olmak ister?“, die dreimal wöchentlich ausgestrahlt wird.
Danach zeigte atv auch die amerikanische Serie Flashforward.

## Einzelbelege
1. ↑  Turkuvaz Medya Group auf der Website der Çalık Holding
2. ↑  boyaci